# Croom Castle
Croom eller Crom Castle eller Castle of Crom, er en borg, der ligger i byen Croom i County Limerick, Irland: Den er kendt for at være en af Kildare-grenen af FitzGerald dynastiets primære residencer. Deres krigsråb og motto "Crom a Boo" (irsk "Crom Abú" eller Crom for evigt) kommer fra denne borg. Før FitzGerald-familien byggede en fæstning på stedet lå der en tidligere fæstning på stedet, som tilhørte O'Donovan-familien.
Den ligger på et strategisk buk på floden Maigue, hvorfra navnet kommer idet et buk af denne type kaldes Cromadh på irsk.